# Pikovaja dama
Pikovaja dama (Пиковая дама) è un film del 1960 diretto da Roman Irinarchovič Tichomirov.